# Sceliphron madraspatanum tubifex
Sceliphron madraspatanum tubifex é uma subespécie de insetos himenópteros, mais especificamente de vespas pertencente à família Sphecidae.
A autoridade científica da subespécie é Latreille, tendo sido descrita no ano de 1809.
Trata-se de uma subespécie presente no território português.